# Leucopogon planifolius
Leucopogon planifolius är en ljungväxtart som beskrevs av Otto Wilhelm Sonder. Leucopogon planifolius ingår i släktet Leucopogon och familjen ljungväxter. Inga underarter finns listade i Catalogue of Life.